# Sonnet 123

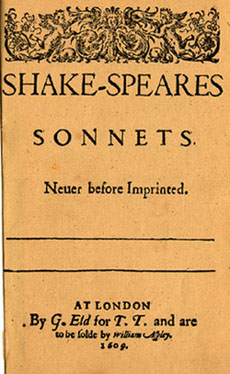
Sonnetten van Shakespeare, 1609

Sonnet 123 behoort binnen de sonnetten van Shakespeare tot de Fair Youth-reeks, waarin de dichter zijn liefde uitspreekt voor een mooie jongeling. Het belangrijkste thema van dit gedicht is het voorbijgaan van de tijd waarbij de dichter weliswaar ouder wordt, maar niet de behoefte voelt om zich anders (naar zijn leeftijd) te gaan gedragen. Tijd, verandering en dood zijn bekommernissen van de ouder wordende dichter die hij vaak uitdrukt in de sonnetten.

## Shakespeares tekst
| Sonnet 123 No, time, thou shalt not boast that I do change! Thy pyramids built up with newer might To me are nothing novel, nothing strange, They are but dressings of a former sight. Our dates are brief, and therefore we admire What thou dost foist upon us that is old, And rather make them born to our desire Than think that we before have heard them told. Thy registers and thee I both defy, Not wond'ring at the present nor the past; For thy records and what we see doth lie, Made more or less by thy continual haste. This I do vow, and this shall ever be: I will be true despite thy scythe and thee. |

## Vertaling
Nee! Tijd, U zal niet opscheppen dat ik veranderd ben:

De nieuwste piramiden die u schiep

Zijn niets nieuws of vreemds voor mij;

Gestalten van iets dat al voordien bestond.

Onze dagen zijn geteld, en daarom bewonderen wij

De oude dingen die U ons voorspiegelt

En vormt naar onze smaak

Als oude wijn in nieuwe zakken.

Maar ik daag U zowel als uw geheugen uit

En geef geen zier om wat er is en is geweest,

Want uw herinnering en wat wij zien zijn leugens,

Gevormd door uw niet te stuiten haast.

Wat ik kan beloven en wat zal zijn is dit:

Ik blijf wie ik ben, ondanks uw zeis en U.

## Analyse
Shakespeares sonnetten zijn voornamelijk geschreven in een metrum genaamd jambische pentameter, een rijmschema waarin elke sonnetregel bestaat uit tien lettergrepen. De lettergrepen zijn verdeeld in vijf paren, jamben genoemd, waarbij elk paar begint met een onbeklemtoonde lettergreep.
Thy pyramids built up with newer might , de nieuwste piramides in de tweede versregel lijken te verwijzen naar nieuwe grootse bouwwerken uit Shakespeares tijd al is niet bekend om welke het zou gaan. Met Thy registers wordt verwezen naar de geschiedenis, wat zich in de tijd heeft afgespeeld. 
Het gedicht eindigt met de volgende verklaring: wat er ook geweest is of wat de tijd ons voorspiegelt over vergankelijkheid, de dichter wil zich er niet bij neerleggen dat het wezenlijke van hemzelf, zijn spirituele kern, mee met de tijd verandert. Daaraan zal zelfs de dood (de zeis) niets veranderen.